# Atef Najib
Atef Najib (en arabe : عاطف نجيب), né en 1964 ou 1965 à Jablé, est un officier et tortionnaire syrien, cousin de l'ancien dirigeant de la Syrie Bachar el-Assad. Début 2011, il torture plusieurs enfants pour avoir écrit sur un mur des slogans anti-Assad, ce qui donne lieu aux premières manifestations à Deraa, le 18 mars 2011. Atef Najib est considéré comme l'homme ayant provoqué, par sa répression, la révolution syrienne de 2011, partie de la ville de Deraa. 
Il est arrêté en janvier 2025 près de Lattaquié par les autorités du gouvernement de transition syrien. 

## Biographie

### Jeunesse et famille
Atef Najib naît en 1964 ou 1965 à Jablé, une ville située sur la côte méditerranéenne, à quelques kilomètres de Qardaha, le berceau de la famille Assad. Ses parents se nomment Fatima Makhlouf et Najib Ala'a ; son père tient un petit atelier de réparation mécanique où il vend de l'essence au bord de la route. Najib Ala'a est sunnite, ce qui n'est pas très bien vu par la famille alaouite de sa femme. Ensemble, ils ont cinq enfants, qui bénéficieront tous de la proximité de la famille avec le régime. Atef Najib est le cousin de Bachar el-Assad, sa mère Fatima Makhlouf étant la soeur d'Anissa Makhlouf, mère du futur dirigeant. 
Atef Najib fait ses études dans un établissement militaire. Il se fait connaître pour son agressivité et ses accès de colère. Il est proche de Bassel el-Assad, l'aîné des fils d'Hafez el-Assad, que ce dernier prépare à sa succession. Jusqu'à la mort de Bassel dans un accident de voiture en 1994, Atef Najib et lui partagent un caractère intrépide et une passion pour les voitures de sport. 

### Carrière militaire
Atef Najib rejoint ensuite les services de renseignement syriens (mukhabarat) mais il est suspendu au début des années 1990 en raison de désaccords avec ses supérieurs et de son comportement difficile à contrôler. Six ans plus tard, sa mère parvient à le faire revenir en grâce et réengager au sein des forces de sécurité ; il est affecté au commandement de Damas, à l'aéroport militaire de Mezzeh. À son poste, il est chargé de s'assurer de la loyauté de la police et des quelques partis politiques autorisés. Décrit comme très riche, il possède plusieurs voitures de sport, qu'il conduit dans les rues de Damas. Un ancien officier des forces de sécurité le présente comme  « pas particulièrement violent ou corrompu, juste suffisamment pour quelqu'un dans sa position ». Atef Najib agit dans l'ombre au sein du régime Assad, contrairement à d'autres figures politiques. 
Après l'apparent suicide de son collègue Ghazi Kanaan, il devient en 2005 le responsable de la sécurité politique du régime baasiste dans la ville de Deraa, avec le grade de général de brigade. Contrairement à ses prédécesseurs qui se laissaient facilement corrompre, Najib souhaite exercer un contrôle fort sur la zone qu'il dirige, déclarant « À Deraa, je suis Dieu ». Il engage de nombreux informateurs et insiste sur la nécessité de tout savoir, allant jusqu'à demander aux professeurs de l'informer des opinions politiques de leurs jeunes élèves. Il concentre également entre ses mains le pouvoir sur tous les échanges dans la région — de biens, légaux comme illégaux, d'eau, d'argent, d'information — ce qui « n'arrête pas la corruption mais la concentre juste entre ses mains ». Il fait preuve de paranoïa : certains de ses subordonnés sont convaincus d'être espionnés, il sort très peu et se déplace toujours avec une escorte, il fait venir sa nourriture de Damas pour éviter d'être empoisonné, etc..

### Rôle dans la guerre civile syrienne
Les premières manifestations de protestation éclatent en 2011. Alors que la répression est moins violente dans d'autres villes de Syrie, Atef Najib se déchaîne contre les protestataires.
Début mars 2011, il arrête 15 enfants âgés de 10 à 15 ans, accusés d'avoir écrit sur un mur « Ton tour arrive docteur », slogan renvoyant aux Printemps arabes et à la profession de Bachar el-Assad, ophtalmologiste. Atef Najib fait torturer les jeunes, les frappe violemment, avant de leur arracher les ongles,. Lorsque leurs parents réclament la libération des enfants, il leur demande de « les oublier » et les laisse en prison. Certaines sources affirment qu'il aurait ensuite dit aux hommes de « rentrer à la maison pour avoir de nouveaux enfants et, s'ils n'ont pas la virilité pour le faire, d'envoyer leurs épouses à son bureau et que [Najib] s'assurera qu'elles tombent enceintes ». La phrase choque la population et rentre dans la légende de Deraa,. Le 18 mars 2011 ont lieu les premières manifestations de Deraa : la population de la ville se réunit pour demander la libération des enfants ; les forces de sécurité répliquent en tirant sur la foule et tuent trois personnes. Quelques jours plus tard, le 23 mars, alors que les parents retrouvent leurs enfants mutilés, ils décident de manifester à nouveau contre Najib, demandant son limogeage et des poursuites contre lui. À nouveau, le rassemblement est réprimé et les manifestants poursuivis jusque dans une mosquée ; il y a plusieurs dizaines de morts,. 
Bachar el-Assad ne se rend pas à Deraa après les premiers rassemblements, mais y envoie des délégations, qui reviennent avec le même message : la population demande le renvoi de Najib et qu'il soit jugé pour ses crimes. Selon des délégués de Deraa, « une justice transparente contre un membre de [la famille Assad] enverrait un message fort et rétablirait la confiance dans le régime ». Un parlementaire issu de la région de Deraa le réclame également à l'Assemblée du peuple, accusant le responsable local d'avoir « tué des gens aveuglément », mais sa prise de parole est coupée des retransmissions officielles. Assad refuse, arguant qu'aucune procédure n'a été ouverte contre Najib et qu'il ne peut pas « juste punir une personne ». Il emploie alors « une double stratégie de conciliation et de répression brutale qui déclenche rapidement une rébellion à part entière dans le pays ».   
Atef Najib est finalement remplacé à ce poste et muté ailleurs, supposément toujours au sein des services de sécurité, mais il n'est pas sanctionné, ayant « réalisé exactement le travail que Bachar l'a envoyé faire ». De plus, beaucoup d'officiels du régime le voient comme un héros pour son action brutale contre le soulèvement, comme « le premier à découvrir la conspiration contre la Syrie, à l'avoir vu avant le reste d'entre eux ». Certains proposent de bâtir une statue d'Atef Najib. Officiellement, il fait l'objet « d'une enquête par un comité spécial, dirigé par un juge indépendant, pour sa participation à des actes de torture et plusieurs meurtres ». En juin 2011, le juge responsable du comité spécial lui interdit de voyager à l'étranger, soulignant que « personne n'a d'immunité, quel qu'il soit ». Cependant, il n'est pas inquiété en raison de sa proximité avec Bachar el-Assad, le système judiciaire étant sous son contrôle.   
Il est considéré comme l'homme ayant donné naissance, par sa répression, à la révolution syrienne en 2011, partie de la ville de Deraa. Selon un notable de Deraa : « Quand ça a commencé, vous pouviez dire que c'était une révolution contre Atef Najib. C'est devenu une révolution contre Bachar, mais au tout début ils voulaient juste que Najib parte. Tout le monde le détestait,. »

### Arrestation
Le 31 janvier 2025, à la suite de la chute du régime Assad, il est arrêté sur la côte syrienne, à Lattaquié, par les forces du gouvernement de transition syrien,.

## Sanctions internationales
Atef Najib est placé sous sanctions internationales en raison de son rôle dans la répression violente des manifestations syriennes. 